# The Justice of Solomon
The Justice of Solomon è un cortometraggio muto del 1909. Il nome del regista non viene riportato nei credit del film. Appare, nella filmografia della Nestor Film Company, come la prima pellicola del catalogo della compagnia di produzione.

## Produzione
Il film fu prodotto dalla Nestor Film Company.

## Distribuzione
Distribuito dall'A.G. Whyte, il film - un cortometraggio di una bobina - uscì nelle sale cinematografiche USA il 30 dicembre 1909.